# Nowodwór (gromada w powiecie ryckim)
Nowodwór – dawna gromada, czyli najmniejsza jednostka podziału terytorialnego Polskiej Rzeczypospolitej Ludowej w latach 1954–1972.
Gromady, z gromadzkimi radami narodowymi (GRN) jako organami władzy najniższego stopnia na wsi, funkcjonowały od reformy reorganizującej administrację wiejską przeprowadzonej jesienią 1954 do momentu ich zniesienia z dniem 1 stycznia 1973, tym samym wypierając organizację gminną w latach 1954–1972.
Gromadę Nowodwór z siedzibą GRN w Nowodworze utworzono – jako jedną z 8759 gromad na obszarze Polski – w powiecie garwolińskim w woj. warszawskim, na mocy uchwały nr VI/10/2/54 WRN w Warszawie z dnia 5 października 1954. W skład jednostki weszły obszary dotychczasowych gromad Borki, Grabowce, Nowodwór i Zawitała ze zniesionej gminy Ułęż w tymże powiecie. Dla gromady ustalono 20 członków gromadzkiej rady narodowej.
1 stycznia 1956 gromada weszła w skład nowo utworzonego powiatu ryckiego w tymże województwie.
31 grudnia 1959 do gromady Nowodwór przyłączono wsie Lendo Wielkie i Niedźwiedź oraz kolonie Kalinowy Dół i Zielony Kąt ze znoszonej gromady Walentynów w tymże powiecie.
31 grudnia 1960 z gromady Nowodwór wyłączono kolonię Kalinowy Dół, włączając ją do gromady Wola Gułowska w powiecie łukowskim w woj. lubelskim oraz wieś Walentynów, włączając ją do gromady Łysobyki w powiecie radzyńskim, również w woj. lubelskim.
Gromada przetrwała do końca 1972 roku, czyli do kolejnej reformy gminnej. 1 stycznia 1973 w powiecie ryckim utworzono gminę Nowodwór (od 1999 gmina leży ponownie w powiecie ryckim, lecz w woj. lubelskim).